# Première circonscription de la préfecture d'Aomori
La première circonscription de la préfecture d'Aomori (青森県第1区, Aomori-ken dai-ikku) est l'une des trois circonscriptions législatives que compte la préfecture d'Aomori au Japon.

## Description géographique
Entre 1994 et 2013, la première circonscription de la préfecture d'Aomori était composée des villes d'Aomori et Goshogawara et des districts de Higashitsugaru et Kitatsugaru. 
Entre 2013 et 2017, elle comprenait les mêmes districts, la ville de Goshogawara et une partie de la ville d'Aomori.
Depuis 2017, elle englobe les villes d'Aomori et Mutsu, les districts de Higashitsugaru et Shimokita et une partie du district de Kamikita comprenant les bourgs de Noheji et Yokohama et le village de Rokkasho,.

## Députés
| Législature | Début de mandat | Fin de mandat | Député élu           | Parti politique | Parti politique |
| ----------- | --------------- | ------------- | -------------------- | --------------- | --------------- |
| 41e         | 1996            | 2000          | Yūji Tsushima        |                 | PLD             |
| 42e         | 2000            | 2003          | Yūji Tsushima        |                 | PLD             |
| 43e         | 2003            | 2005          | Yūji Tsushima        |                 | PLD             |
| 44e         | 2005            | 2009          | Yūji Tsushima        |                 | PLD             |
| 45e         | 2009            | 2012          | Hokuto Yokoyama (ja) |                 | PDJ             |
| 46e         | 2012            | 2014          | Jun Tsushima (ja)    |                 | PLD             |
| 47e         | 2014            | 2017          | Jun Tsushima (ja)    |                 | PLD             |
| 48e         | 2017            | 2021          | Jun Tsushima (ja)    |                 | PLD             |
| 49e         | 2021            | 2024          | Akinori Eto          |                 | PLD             |
| 50e         | 2024            | -             | Jun Tsushima         |                 | PLD             |